# Monsters (canción de Saara Aalto)
«Monsters» es una canción interpretada por la cantante finesa Saara Aalto. Esta canción fue lanzada en formato digital el 9 de febrero de 2018 por Warner Music Finland. La canción ha sido escrita por Aalto, Joy Deb, Linnea Deb y Ki Fitzgerald.
Era una de las tres canciones que competían en Uuden Musiikin Kilpailu 2018, el programa que servía como selección nacional para elegir la canción que representó a Finlandia en el Festival de la Canción de Eurovisión 2018Representó a Finlandia en mayo en el Festival de la Canción de Eurovisión que se celebró en Lisboa (Portugal).

## Festival de Eurovisión
En noviembre de 2017, en una de las conferencias del Uuden Musiikin Kilpailu 2018, se anunció que Saara Aalto sería la representante de Finlandia en el Festival de la Canción de Eurovisión 2018 y que la canción sería elegida en el programa Uuden Musiikin Kilpailu 2018. La competición tenía tres canciones, todas interpretadas por Aalto. El programa se celebró el 3 de marzo de 2018 en el Barona Areena en Espoo, y presentado por Krista Siegfrids y Mikko Silvennoinen. La canción fue elegida mediante un proceso de televoto y mediante votos de un jurado internacional.

## Títulos
| Digital download |            |          |  |
| N.º              | Título     | Duración |  |
| 1.               | «Monsters» | 3:00     |  |

## Lanzamiento
| Región    | Fecha                | Formato          | Discográfica         |
| --------- | -------------------- | ---------------- | -------------------- |
| Finlandia | 9 de febrero de 2018 | Descarga digital | Warner Music Finland |